# Władysław Budkiewicz
Władysław Budkiewicz (ur. 21 maja 1871 w Płońsku, zm. ok. 1950 w Wilnie) – polski inżynier komunikacji i kolejnictwa.
Ukończył korpus kadetów w Pskowie oraz Pawłowską szkołę wojskową i Instytut Inżynierów Komunikacji Cesarza Aleksandra I w Petersburgu (1901). W 1905 r. za udział w strajku kolejowym więziony pół roku. Od 1914 zmobilizowany do armii rosyjskiej, służył w wojskach kolejowych.
W 1921 r. powrócił do kraju i osiedlił się w Wilnie. Pracował w dyrekcji PKP  w Wilnie (1921-1939). W latach 1926–1932 prezes Ligi Obrony Powietrznej Państwa. Od 1928 członek zarządu Stowarzyszenia Rybackiego na terenie Wileńszczyzny i członek zarządu Opieki Rodzicielskiej w Wilnie(1922-1932). Był także członkiem zarządu Związku Polskich Inżynierów Kolejowych i zarządu Polskiego Towarzystwa Krajoznawczego. Wynalazł aparat do automatycznego niwelowania (opatentowany). Pracował nad wynalazkami z dziedziny ochrony torów przed zamieciami śnieżnymi. Ogłaszał artykuły w prasie technicznej.
Pochowany wraz z żoną, w jej grobie rodzinnym na Cmentarzu na Rosie w Wilnie.

## Odznaczony
- Order Polonia Restituta klasy 5[1],
- Złoty Krzyż Zasługi[1],
- złota honorowa odznaka LOPP[1].

## Życie prywatne
Syn Lucjana i Bronisławy z Zielińskich. Od 1901 mąż Jadwigi z Piętków.